# 조안 푸스터

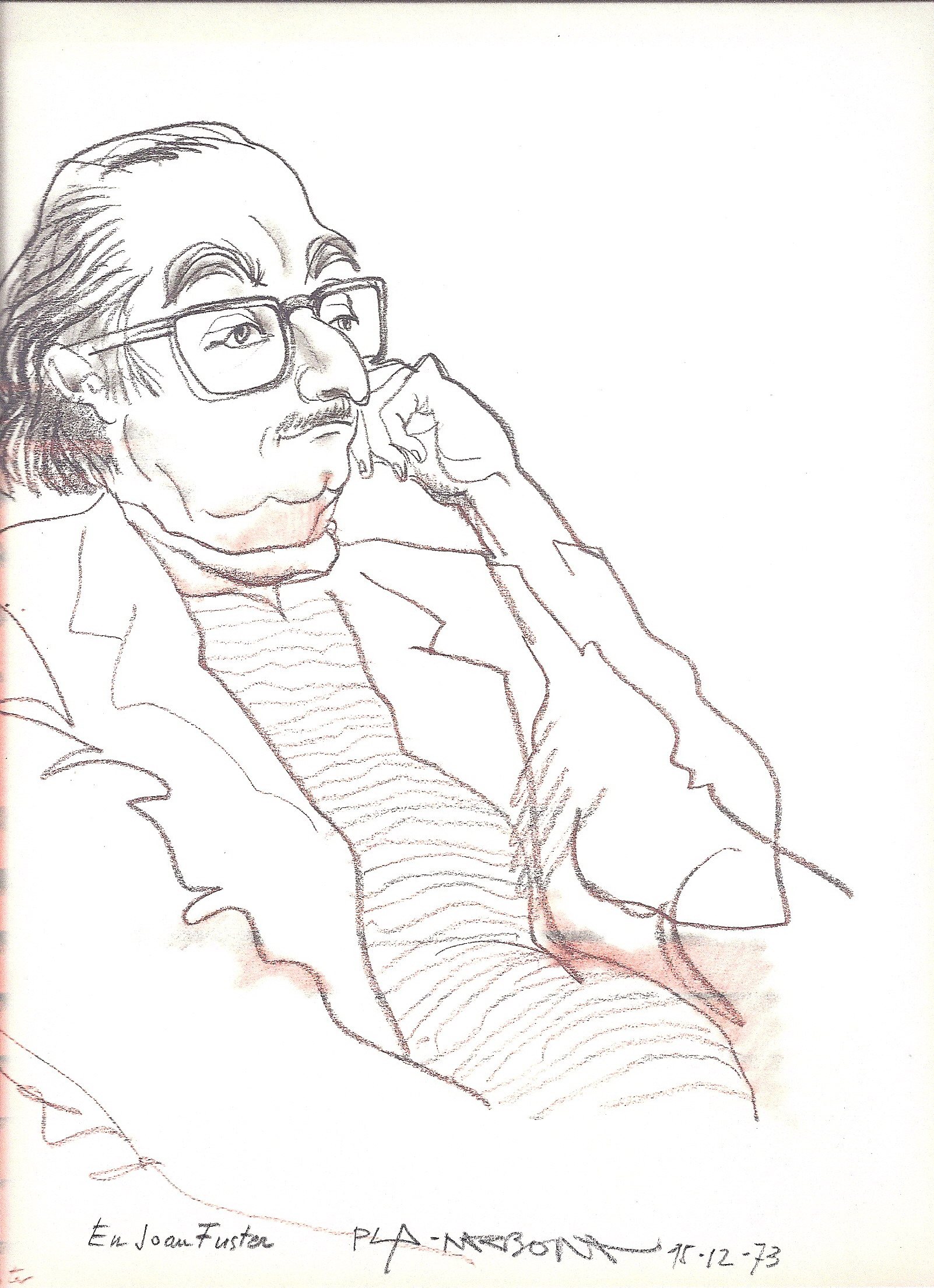
조안 푸스터

조안 푸스터(Joan Fuster i Ortells, 1922년 11월 23일 ~ 1992년 6월 21일)는 스페인의 작가이다. 대부분 카탈루냐어로 글을 쓰는 것으로 간주되며 그의 작품은 스페인의 민주화 기간 동안 좌익의 카탈루냐를 지지하는 발렌시아 내셔널리즘에 힘을 불어넣는 데 기여하였다.

## 살해 시도
1981년 9월 11일 그의 집에 두 개의 폭탄이 터졌으며, 그의 도서관과 기록 보관소에 피해를 입혔다. 이 일로 누구도 기소되진 않았으나, 푸스터의 정치적, 문화적 지위에 대한 반카탈루냐의 극우의 반응인 것으로 짐작된다.

## 서적
- (카탈루냐어) Nosaltres els valencians
- (카탈루냐어) Qüestió de noms